# Arturo Dominici
Arturo Dominici (Palermo, 2 gennaio 1916 – Roma, 7 settembre 1992) è stato un attore e doppiatore italiano.

## Biografia
Dopo aver frequentato la facoltà di lingue straniere all'università della sua città natale, abbandonò gli studi per dedicarsi al teatro, dapprima come filodrammatico e quindi come professionista in compagnie locali. Allo scoppio della Seconda guerra mondiale fu chiamato alle armi e partì per il fronte in Jugoslavia. Di ritorno dalla guerra si sposò con la nobile palermitana Irene Quattrini che gli diede tre figlie, una delle quali fu Germana Dominici, che seguì le orme del padre. Era inoltre il nonno materno della doppiatrice Lilli Manzini e dell'imitatrice Francesca Manzini.
Nel 1947 venne scelto per un piccolo ruolo dal suo concittadino Pino Mercanti per il film Il principe ribelle prodotto dai fratelli Francesco e Girolamo Gorgone. Dopo quel film, abbandonò le scene e la Sicilia per trasferirsi a Roma, dove in pochi anni divenne uno dei caratteristi più richiesti del cinema di genere, soprattutto avventurosi, pirateschi o mitologici.
Alto, magro, dal viso espressivo spesso incorniciato da barba, venne utilizzato anche in polizieschi o in western dozzinali dove apparve con lo pseudonimo di Arthur Kent. Il suo ruolo più noto è quello ricoperto in Indagine su un cittadino al di sopra di ogni sospetto di Elio Petri, del 1970. Si dedicò anche al doppiaggio prestando la sua voce ad attori stranieri come Martin Balsam e James Doohan, oltre al Grande Puffo nella popolare serie animata I Puffi. Limitata, invece, fu la sua attività in televisione, dove apparve negli sceneggiati Il consigliere imperiale di Sandro Bolchi (1974) e L'amaro caso della baronessa di Carini diretto da Daniele D'Anza (1975).
Dopo aver divorziato dalla moglie, il 7 maggio 1984 si risposò con la pittrice jugoslava Liana Dodoja.
Morì per un tumore il 7 settembre 1992, a 76 anni, e venne sepolto nel Cimitero Flaminio di Roma.

## Filmografia

### Cinema

Arturo Dominici nel film I due evasi di Sing Sing (1964)

- Il principe ribelle, regia di Pino Mercanti (1947)
- Yvonne la Nuit, regia di Giuseppe Amato (1949)
- Cavalcata d'eroi, regia di Mario Costa (1949)
- Lo scocciatore (Via Padova 46), regia di Giorgio Bianchi (1953)
- Casa Ricordi, regia di Carmine Gallone (1954)
- Rosso e nero, regia di Domenico Paolella (1954)
- L'ultima gara, regia di Piero Costa (1954)
- Le fatiche di Ercole, regia di Pietro Francisci (1958)
- La spada e la croce, regia di Carlo Ludovico Bragaglia (1958)
- Nel segno di Roma, regia di Guido Brignone (1958)
- Vite perdute, regia di Adelchi Bianchi e Roberto Mauri (1959)
- Caltiki il mostro immortale, regia di Riccardo Freda (1959)
- Il terrore dei barbari, regia di Carlo Campogalliani (1959)
- Annibale, regia di Carlo Ludovico Bragaglia (1959)
- Messalina Venere imperatrice, regia di Vittorio Cottafavi (1960)
- Un dollaro di fifa, regia di Giorgio Simonelli (1960)
- La maschera del demonio, regia di Mario Bava (1960)
- La vendetta dei barbari, regia di Giuseppe Vari (1960)
- I piaceri del sabato notte, regia di Daniele D'Anza (1960)
- Giuseppe venduto dai fratelli, regia di Irving Rapper (1960)
- Il ladro di Bagdad, regia di Arthur Lubin e Bruno Vailati (1961)
- La guerra di Troia, regia di Giorgio Ferroni (1961)
- Il trionfo di Robin Hood, regia di Umberto Lenzi (1962)
- I lancieri neri, regia di Giacomo Gentilomo (1962)
- Perseo l'invincibile, regia di Alberto De Martino (1963)
- Il segno del Coyote (El vengador de California), regia di Mario Caiano (1963)
- Ercole contro Moloch, regia di Giorgio Ferroni (1963)
- Finché dura la tempesta (Beta Som), regia di Charles Frend e Bruno Vailati (1963)
- Golia e il cavaliere mascherato, regia di Piero Pierotti (1963)
- L'ultima carica, regia di Leopoldo Savona (1964)
- Danza macabra, regia di Antonio Margheriti (1964)
- I promessi sposi, regia di Mario Maffei (1964)
- Sandok, il Maciste della jungla, regia di Umberto Lenzi (1964)
- I due evasi di Sing Sing, regia di Lucio Fulci (1964)
- Il mistero dell'isola maledetta, regia di Piero Pierotti (1965)
- Golia alla conquista di Bagdad, regia di Domenico Paolella (1965)
- Una bara per lo sceriffo, regia di Mario Caiano (1965)
- Fantomas minaccia il mondo (Fantômas se déchaîne), regia di André Hunebelle (1965)
- Un milione di dollari per 7 assassini, regia di Umberto Lenzi (1966)
- Zorro il ribelle, regia di Piero Pierotti (1966)
- Fantomas contro Scotland Yard (Fantômas contre Scotland Yard), regia di André Hunebelle (1967)
- L'indomabile Angelica (Indomptable Angélique), regia di Bernard Borderie (1967)
- La donna, il sesso e il superuomo, regia di Sergio Spina (1967)
- Angelica e il gran sultano (Angélique et le Sultan), regia di Bernard Borderie (1968)
- Il momento di uccidere, regia di Giuliano Carnimeo (1968)
- Un tipo che mi piace (Un homme qui me plaît), regia di Claude Lelouch (1969)
- Catherine, un solo impossibile amore (Catherine, il suffit d'un amour), regia di Bernard Borderie (1969)
- Dio perdoni la mia pistola, regia di Leopoldo Savona e Mario Gariazzo (1969)
- Gli specialisti, regia di Sergio Corbucci (1969)
- Indagine su un cittadino al di sopra di ogni sospetto, regia di Elio Petri (1970)
- Satiricosissimo, regia di Mariano Laurenti (1970)
- Confessione di un commissario di polizia al procuratore della repubblica, regia di Damiano Damiani (1971)
- Girolimoni, il mostro di Roma, regia di Damiano Damiani (1972)
- Nonostante le apparenze... e purché la nazione non lo sappia... All'onorevole piacciono le donne, regia di Lucio Fulci (1972)
- Il caso Pisciotta, regia di Eriprando Visconti (1973)
- Simbad e il califfo di Bagdad, regia di Pietro Francisci (1973)
- Lo sgarbo, regia di Franco Martinelli (1975)
- La polizia accusa: il Servizio Segreto uccide, regia di Sergio Martino (1975)
- Il trucido e lo sbirro, regia di Umberto Lenzi (1976)
- Cappotto di legno, regia di Gianni Manera (1981)

Arturo Dominici nello sceneggiato televisivo A come Andromeda diretto da Vittorio Cottafavi (1972)

### Televisione
- Bernadette Devlin, regia di Silvio Maestranzi – film TV (1971)
- La signora dalle camelie, regia di Vittorio Cottafavi (1971)
- OPLÀ, noi viviamo!, di Ernst Toller, regia di Maurizio Scaparro (1972)
- A come Andromeda, regia di Vittorio Cottafavi (1972)
- Nel fondo, di Maksim Gor'kij, regia di Giorgio Strehler (1972)
- L'assassinio dei fratelli Rosselli, regia di Silvio Maestranzi (1974)
- Il consigliere imperiale, regia di Sandro Bolchi (1974)
- L'amaro caso della baronessa di Carini, regia di Daniele D'Anza – miniserie TV (1975)
- Ritratto di donna velata , regia di Flaminio Bollini – miniserie TV (1975)
- Lo scandalo della Banca Romana, regia di Luigi Perelli – miniserie TV (1977)
- Uomo contro uomo, regia di Sergio Sollima – miniserie TV (1989)

## Doppiaggio

### Cinema
- Tom Felleghy in La coda dello scorpione, Tutti i colori del buio, La città sconvolta: caccia spietata ai rapitori, Poliziotto sprint, Squadra antimafia, La via della prostituzione, Indagine su un delitto perfetto, Come perdere una moglie... e trovare un'amante, Occhio alla penna, Cicciabomba
- Eduardo Fajardo in E continuavano a fregarsi il milione di dollari, La banda J. & S. - Cronaca criminale del Far West, Lisa e il diavolo, Che c'entriamo noi con la rivoluzione?, Tutti per uno botte per tutti, Quel ficcanaso dell'ispettore Lawrence, Simone e Matteo - Un gioco da ragazzi, L'assassino è costretto ad uccidere ancora, La casa dell'esorcismo
- Martin Balsam in Assassinio sull'Orient-Express, Tutti gli uomini del presidente, Panico nello stadio, Confessione di un commissario di polizia al procuratore della repubblica
- James Doohan in Star Trek II - L'ira di Khan, Star Trek III - Alla ricerca di Spock
- Robert Kya-Hill in Shaft colpisce ancora, Il giustiziere della notte
- Ben Johnson in Impiccalo più in alto, L'ultimo buscadero
- Al Lettieri in Il padrino, Piedone a Hong Kong
- Jack Gilford in Cocoon - L'energia dell'universo, Cocoon - Il ritorno
- Bernard Lee in Agente 007 - Vivi e lascia morire, Agente 007 - L'uomo dalla pistola d'oro
- Philip Ober in Intrigo internazionale
- Peter Cushing in Vampiri amanti
- José Ferrer in Dune
- Feodor Chaliapin Jr. in Stregata dalla luna
- Bruce Forsyth in Pomi d'ottone e manici di scopa
- Arthur Treacher in Mary Poppins
- Robert Duvall in Inchiesta pericolosa
- Billy Barty in Willow
- Fritz Weaver in Power - Potere
- Hugo Stanger in Beetlejuice - Spiritello porcello
- Alan Hewitt in Il computer con le scarpe da tennis
- John McIntire in Herbie il Maggiolino sempre più matto
- John Hillerman in Mezzogiorno e mezzo di fuoco
- Eli Wallach in Bocca da fuoco
- Grégoire Aslan in La Pantera Rosa colpisce ancora
- George Kennedy in Prima vittoria
- Hans Alfredson in La vergogna
- Robert Webber in Quella sporca dozzina
- Stephen Elliott in Hindenburg
- Lee J. Cobb in Toccarlo... porta fortuna
- John Randolph in L'onore dei Prizzi
- Peter Vaughan in Brazil
- George Pastel in A 007, dalla Russia con amore
- Robert Brown in La spia che mi amava
- Richard Bauer in Il siciliano
- William G. Schilling in Per favore, ammazzatemi mia moglie
- Rupert Davies in La spia che venne dal freddo
- Nigel Green in Tobruk
- Tyler McVey in Il comandante Robin Crusoe
- Ted Beniades in Serpico
- Jason Robards in Tora! Tora! Tora!
- Joseph Leon in Shaft il detective
- Jeremy Kemp in Quell'ultimo ponte
- Gene Blakely in Prigioniero della seconda strada
- John Vernon in Ispettore Callaghan: il caso Scorpio è tuo!
- Jack Warden in Assassinio sul Nilo
- Judd Hamilton in Scontri stellari oltre la terza dimensione
- Howard Hesseman in Signori, il delitto è servito
- Byron Kane in La Pantera Rosa sfida l'ispettore Clouseau
- Alan Caillou in Herbie al rally di Montecarlo
- Kelly Thordsen in Il fantasma del pirata Barbanera
- James Gregory in Un papero da un milione di dollari
- George Furth in Shampoo
- Eddie Albert in Incredibile viaggio verso l'ignoto
- Ivor Barry in La donna esplosiva
- Bruce Gordon in Piraña
- Guy Doleman in Funerale a Berlino
- Don "Red" Barry in Swarm
- Tom Aldredge in Miracolo sull'8ª strada
- Ralph Foody in The Blues Brothers
- Hayden Rorke in Quella nostra estate
- Walter Ladengast in Nosferatu, il principe della notte
- Tad Horino in Yado
- Donald Moffat in La cosa
- Lee Richardson in Brubaker
- Val Bisoglio in Candidato all'obitorio
- W. L. Thunhurst Jr. in La città verrà distrutta all'alba
- Patrick Magee in Telefon
- Frank Welker in Il bambino d'oro
- Jess Hahn in Afyon - Oppio
- Erland Josephson in Sussurri e grida
- Jean Gabin in Il clan dei siciliani
- Fernand Ledoux in La favolosa storia di Pelle d'Asino
- Yves Drouet in La mia droga si chiama Julie
- Monty Woolley in La moglie del vescovo
- Han Yin-Chieh in Il furore della Cina colpisce ancora
- Hiroshi Koizumi in Godzilla contro i robot
- Shan Mao in Con una mano ti rompo con due piedi ti spezzo
- Salvatore Corsitto in Il padrino
- Nehemiah Persoff in Il giorno della civetta
- Jack Betts in Per una bara piena di dollari
- Geoffrey Copleston in Black Cat (Gatto nero)
- Fernando Rey in Questa specie d'amore
- Dan Sturkie in Lo chiamavano Trinità...
- Benito Stefanelli in ...continuavano a chiamarlo Trinità
- Tano Cimarosa in Il medico della mutua
- George Coe in Delitti inutili
- Frank Finlay in I 4 dell'Oca selvaggia
- Jerome Dempsey in Chi più spende... più guadagna!
- Dharmadasa Kuruppu in Indiana Jones e il tempio maledetto
- Gianni Solaro in La poliziotta
- Andrea Aureli in La belva, Non si sevizia un paperino, Il mio nome è Shangai Joe, Squadra antigangsters, Assassinio sul Tevere, Delitto a Porta Romana
- Claudio Nicastro in Roma a mano armata
- Roberto Corcione in Il camorrista
- David Lewis in La strada a spirale
- Geoffrey Keen in Il dottor Zivago
- Robert Stack in Parigi brucia?
- Howard Keel in Carovana di fuoco
- Enzo Andronico in La signora gioca bene a scopa?
- Mino Doro in Una vita difficile
- Enzo Fiermonte in La collina degli stivali, ...e poi lo chiamarono il Magnifico
- Simon Scott in Strani compagni di letto
- Gordon Harris in Assassinio sul treno
- Jacques Berthier in La battaglia d'Inghilterra, Il bianco, il giallo, il nero
- Edoardo Toniolo in Le avventure di Mary Read
- Antonio Casas in La resa dei conti

### Film d'animazione
- Grande Puffo ne Il flauto a sei Puffi, I nostri eroi alla riscossa
- Sanshō in Robin e i 2 moschettieri e ½
- Cavaliere nero in La spada nella roccia
- Re Fingal in Taron e la pentola magica
- Portiere in Vip - Mio fratello superuomo
- Numerobis in Asterix e Cleopatra
- Sherlock Holmes in Basil l'investigatopo

### Telefilm
- Dan O'Herlihy in Un uomo chiamato Sloane
- David Wayne in Ellery Queen
- Britt Lomond in Zorro

### Cartoni animati
- Roll in Shake, Rattle, & Roll
- Conte Oliver in Gulp! - I fumetti in TV[3]
- Grande Puffo in I Puffi
- Dottor Classen in Heidi
- Re Gregor in I Gummi
- Vitali in Remi - Le sue avventure
- Miko in Gli gnomi delle montagne
- Danbei Tange e Mishi in Rocky Joe
- Gen. Angoras in Il Grande Mazinger
- Gen. Onikawara in Hurricane Polimar